# Pape Abdou Camara
Pape Abdou Camara (Pout, 24 settembre 1991) è un calciatore senegalese, centrocampista del Bisha.

## Biografia
Ha un fratello più piccolo, Demba, anch'egli calciatore.

## Carriera

### Club
Il 12 gennaio 2012 viene acquistato a titolo definitivo per 500.000 euro dalla squadra francese del Valenciennes.

### Nazionale
Ha giocato nella nazionale senegalese Under-17.